# New England Patriots
Los New England Patriots (en español, Patriotas de Nueva Inglaterra) son un equipo profesional de fútbol americano de los Estados Unidos con sede en el Gran Boston, Massachusetts. Compiten en la División Este de la Conferencia Americana (AFC) de la National Football League (NFL) y disputan sus partidos como locales en el Gillette Stadium, ubicado en el pueblo de Foxborough, Massachusetts.
El equipo fue fundado en noviembre de 1959 con el nombre de Boston Patriots y fue uno de los 8 miembros originales de la American Football League (AFL). En 1971 la franquicia se trasladó al pueblo de Foxborough, situado 32 kilómetros al suroeste de Boston, y cambió su denominación por la actual en homenaje a la región de Nueva Inglaterra.
Los Patriots son uno de los equipos más laureados de la historia de la NFL. Con un total de seis, son junto a los Pittsburgh Steelers la escuadra que más veces ha ganado el Super Bowl. En su palmarés figuran además once títulos de Conferencia y veintidós títulos de División.

## Historia

### 1960-1969: Fundación e inicios en la AFL
El 17 de noviembre de 1959, el ejecutivo de Boston William H. “Billi” Sullibun Jr. fue premiado con la octava y última franquicia de la American Football League, aún en desarrollo. El siguiente invierno, se permitió a los vecinos emitir ideas para el nombre oficial del equipo de fútbol americano de Boston. La opción más popular, y la elegida por Sullivan, fue “Patriotas de Boston” (Boston Patriots), que se derivaba de los históricos patriotas de la Guerra de Independencia de los Estados Unidos. Phil Bisell desarrolló el logo de “Pat Patriot” y Lou Saban fue seleccionado como el primer entrenador de los Patriots.
El primer entrenamiento de la franquicia fue el 4 de julio de 1960, dos meses antes del primer partido oficial. El 9 de septiembre de ese año, los Boston Patriots jugaron contra los Denver Broncos en el primer partido de temporada regular de la AFL. Los Broncos derrotaron a los Patriots 13-10. En sus primeras tres temporadas, los Patriots consiguieron una puntuación acumulada de 23-17, pero no alcanzaron los playoffs en ninguno de esos tres años.
En 1963 los Patriots se alzaron con el Campeonato de la AFL por primera vez, tras lo que se enfrentaron con los San Diego Chargers y fueron derrotados por 51-10. Aunque la franquicia perdió el campeonato, once de sus jugadores formaron parte del equipo All-star de la AFL, incluyendo a Gino Cappelletti, Nick Buoniconti y Babe Parilli.
Los Patriots no alcanzaron la postemporada de la AFL durante el resto de la década. Aun cuando el fullback Jim Nance se convirtió en un arma ofensiva para los Patriots, logrando 1.458 yardas en 1966, año en el que fue nombrado el Jugador Más Valioso de la AFL.
A mediados de los años 1960, Tom Addison, el primer All-star de los Patriots, fundó la Asociación de Jugadores de la AFL.

### 1970-1978: La era Fairbanks y unión a la NFL
En 1970 los Patriots se unieron a la National Football League tras la fusión AFL-NFL acordada tres años antes. Los Pats fueron asignados a la American Football Conference (AFC), donde permanecen hasta ahora. En su primera temporada como parte de la NFL, los Patriots obtuvieron un resultado de 2-12, el peor de la liga.
En 1971 los Patriots, que dentro del área del Gran Boston ya habían cambiado de estadio cuatro veces en once años, se mudaron al pueblo de Foxborough tras la inauguración de su nuevo estadio, el Schaefer Stadium. En marzo de ese mismo año el equipo fue renombrado como New England Patriots para reflejar el hecho de que estaba localizado fuera de los límites de la ciudad de Boston. Sullivan consideró también el nombre de Bay State Patriots, pero lo rechazó porque sería inevitablemente abreviado como BS Patriots.
La línea de malos resultados de los Patriots continuó hasta los años 1970. Los jugadores del equipo en este período incluyeron a Jim Plunkett, ganador del Trofeo Heisman, y a John Hannah, que en 1991 se convirtió en el primer patriota en ser introducido en el Salón de la Fama del Fútbol Americano Profesional.
Chuck Fairbanks había sido contratado como entrenador en jefe y gerente general en 1973, después de dirigir un programa ubicado entre los diez mejores para la Universidad de Oklahoma. Fairbank comenzó a crear una de las más talentosas escuadras de la NFL en los años 1970, pero finalmente no obtuvo ningún logro. Los Patriots terminaron 7-7 en 1974 y 3-11 en 1975, tras lo que se acometieron cambios importantes: Plunkett fue traspasado a los San Francisco 49ers y remplazado por Steve Grogan. Grogan y Fairbanks encontraron el éxito en 1976: los Patriots terminaron 11-3, el mejor resultado en la historia de la franquicia hasta ese momento, y se clasificaron para los playoffs por primera vez desde 1963, pero perdieron ante los Oakland Raiders 21-24 en la primera ronda en un juego marcado por una falta controvertida señalada por el árbitro Ben Dreith contra el jugador defensivo Ray “Sugar Bear” Hamilton. La decisión fue tan disputada que Dreit nunca más volvió a arbitrar ante los New England Patriorts.

### 1979-1985: Inestabilidad deportiva y la primera aparición en el Super Bowl
En 1978, Fairbanks fue despedido como entrenador en jefe cuando se reveló que había sido secretamente contratado como entrenador en jefe de la Universidad de Colorado. Fue remplazado por Ron Erhardt, al que a su vez sucedió Ron Meyer en 1981. De 1977 a 1984, los Patriots solo alcanzaron los playoffs las temporadas de 1978 y 1982 y fueron derrotados en la primera ronda. En busca de mejorar el liderazgo, los Sullivans remplazaron al entrenador Ron Meyer por Raymond Berry en 1984.
En 1985, los Patriots tuvieron un marcador de 11-5 en la temporada regular y obtuvieron el derecho a participar en los playoffs por ser uno de los mejores de entre los no clasificados directamente (puesto conocido como wild card) bajo el mando de Raymond Berry. Se convirtieron en el primer equipo en ganar tres partidos como visitante en camino a una Super Bowl, partido que finalmente alcanzaron a jugar en esta ocasión. Aunque el equipo disfrutó de una ventaja de 3-0 durante el primer cuarto, los Patriots perdieron ente los Chicago Bears 46-10 en la que era la XX edición de la Super Bowl.

### 1986-1992: Crisis financiera y deportiva
La siguiente temporada, New England ganó la AFC Este con otro marcador de 11-5, pero perdió ante los Broncos en la primera ronda de los playoffs. El residente local Doug Flutie jugó varios partidos con los Patriots durante las temporadas de 1987-88, en las cuales los Patriots terminaron con marcadores de 8-7 y 9-7, respectivamente.
Durante el final de los años 1980 y el principio de los años 1990, los Patriots no se clasificaron para los playoffs y esto se manifestó en constantes cambios de entrenadores y problemas en la administración Sullivan. Esta familia perdió millones de dólares en inversiones costosas, incluyendo el Victory Tour de The Jackson Five en 1984. Más aún, durante la segunda mitad de los años 1980, los propietarios gastaron aproximadamente 100 millones de dólares en la franquicia. Como consecuencia, los Sullivan se vieron forzados a vender el equipo por 84 millones al magnate de Remington, Víctor Kiam, en 1988. Sin embargo, Billy Sullivan y su hijo permanecieron como presidente y gerente general de la franquicia, respectivamente. Mientras tanto, Robert Kraft comenzó su relación con los Patriots al comprar el Sullivan Stadium (previamente Schaefer Stadium) el 23 de noviembre de 1988. Durante este cambio de liderazgo, el entrenador Berry fue remplazado por Rod Rust.
La peor temporada en la historia de la franquicia de los Patriots vino bajo el mando de Rust en 1990, cuando el equipo terminó 1-15; Rust fue despedido después de esa temporada y remplazado por Dick MacPherson. En septiembre de 1990, los Patriots se vieron envueltos en un escándalo de acoso sexual cuando el Boston Herald dio la noticia de que Lisa Olson fue acosada sexualmente e insultada verbalmente por varios jugadores de los Patriots en los vestuarios del equipo. La NFL investigó el incidente y el comisionado de la NFL multó al equipo con 50.000 dólares. También varios jugadores fueron multados: Zeke Mowatt con 12.500 dólares y Michael Thompson y Robert Perryman con 5000 cada uno. Este asunto fue además una de las razones por las cuales Rod Rust fue rápidamente despedido de su puesto como entrenador en jefe.

### 1993-1999: De Bill Parcells a Pete Carroll
En 1992, el empresario de Saint Louis James Orthwein se convirtió en el dueño de la franquicia de los Patriots. Por toda Nueva Inglaterra, los comentaristas deportivos y los aficionados comentaban la posibilidad de que Orthwein reubicara la franquicia en Saint Louis. Sin embargo, no se realizó ningún movimiento para la temporada de ese año.
Los Patriots volvieron a realizar cambios al despedir a MacPherson y contratar al entrenador Bill Parcells, en 1993. El fichaje más destacado para 1993 fue Drew Bledsoe, quien sería el quarterback (mariscal de campo) del equipo hasta 2001. A pesar de la adquisición, ese año se obtuvieron resultados negativos, y los rumores de la reubicación continuaron tras la temporada. Para salvar al equipo de la misma, Robert Kraft venció a una fuerte competencia y obtuvo la propiedad absoluta de los Patriots en 1994. Kraft desarrolló cambios en la organización y el liderazgo, muchos de los cuales culminaron en diez temporadas con lleno completo tanto del Foxborogh Stadium, como del Gillette.
Los Patriots entraron a la temporada de 1994 después de elegir en la primera ronda del draft al linebacker Willie McGinest, quien más tarde jugaría en las tres victorias de Super Bowl. A pesar de perder en la primera ronda de los playoffs en 1994 y de terminar la temporada de 1995 con un resultado de 6-10, Kraft decidió mantener a Parcells. En 1996, los Patriots terminaron con 11-5 y obtuvieron el campeonato de la AFC Este. El equipo se clasificó para la Super Bowl, donde perdieron ante los Green Bay Packers por 35-21.
Debido al incremento de la tensión entre Parcells y Kraft, el primero fue remplazado por Pete Caroll en 1997. Mientras tanto, los Patriots y los New York Jets comenzaron a intercambiar jugadores y entrenadores, incluyendo al hasta ese entonces entrenador en jefe de los NY Jets, Eric Mangini, el mencionado Parcells y el RB Curtis Martin. Los Patriots terminaron el año 1997 con un resultado de 10-6, suficientemente bueno para obtener el primer lugar en la AFC Este.
Los Patriots derrotaron a los Miami Dolphins 17-3 en casa en la ronda inaugural de los playoffs, antes de perder ante los Pittsburgh Steelers con un marcador de 7-6. En la temporada de 1998, los Patriots terminaron 9-7 y perdieron ante los Jacksonville Jaguars en la primera ronda de los playoffs. La mala temporada de 1999 terminó con el despido de Carroll.

### 2000-2019: La dinastía Brady-Belichick

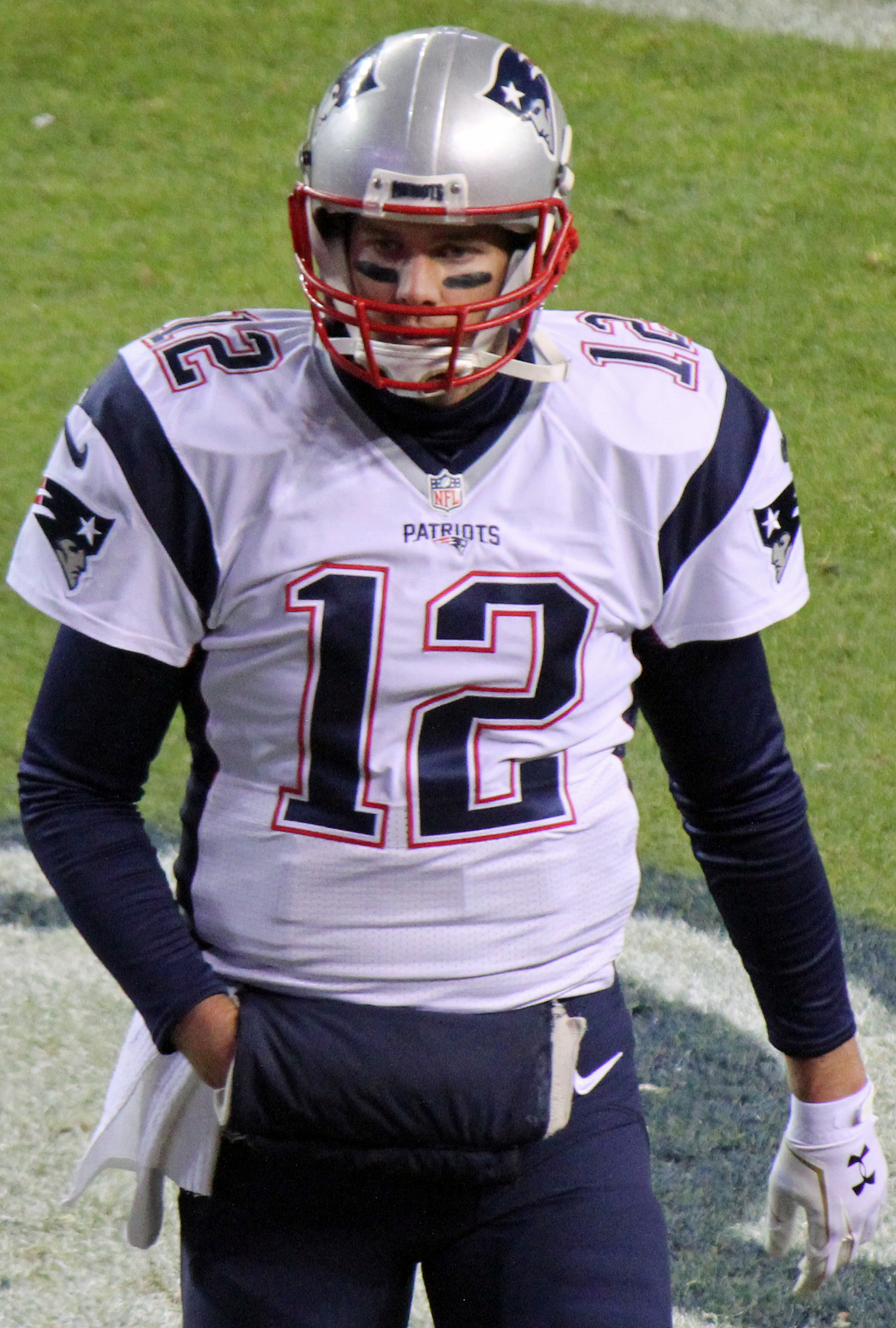
Tom Brady fue elegido por los Patriots en la sexta ronda (puesto 199) del Draft de 2000.

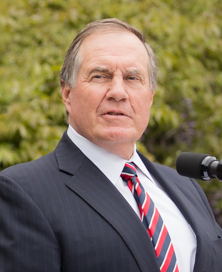
Bill Belichick se convirtió en entrenador jefe de los Patriots en 2000.

Después de que Carroll fuera despedido, Bill Belichick, quien había sido elegido como sucesor de Parcells por los Jets, renunció para unirse a los Patriots. En 2000, la primera temporada de Belichick terminó con un resultado de 5-11.
En 2001, Drew Bledsoe se lesionó al principio de la temporada y fue reemplazado por Tom Brady. Brady guio a los Patriots a los playoffs con un resultado de 11-5. Los Patriots derrotaron a los Oakland Raiders en un controvertido partido llamado por la prensa Tuck Rule Game, y a los Pittsburgh Steelers, avanzando al Super Bowl XXXVI, donde derrotaron a los St. Louis Rams con un gol de campo de Adam Vinatieri en los últimos segundos. Fue la primera victoria de los Patriots en una Super Bowl, y Brady fue nombrado el MVP del Super Bowl. Bledsoe fue traspasado a los Buffalo Bills en 2002.
Anteriormente en 1998, Robert Kraft inauguró el nuevo Gillette Stadium, que está considerado uno de los mejores de la NFL. La construcción fue financiada por Kraft. No habiendo conseguido el apoyo del estado de Massachusetts, Kraft hizo un trato para llevar el equipo a Hartford, en Connecticut. Sin embargo, problemas en Hartford y la voluntad de Massachusetts de invertir setenta millones de dólares en infraestructuras alrededor de Foxborough llevaron a revertir el trato con Hartford.
La temporada de 2002, los Patriots no consiguieron alcanzar los playoffs, con un resultado de 9-7. En 2003 comenzaron 2-2, pero terminaron con un resultado de 14-2 y catorce victorias consecutivas en su camino al Super Bowl XXXVIII contra los Carolina Panthers. Los Patriots ganaron con un marcador de 32-29 y los últimos tres puntos vinieron nuevamente de un gol de campo de Vinatieri. Brady fue nombrado MVP del Super Bowl por segunda vez en su carrera.
En 2004, los Patriots batieron el récord de mayor número de victorias consecutivas con 18, gracias a la victoria sobre los Miami Dolphins. La derrota llegó el vigésimo segundo partido, ante los Pittsburgh Steelers, tras 21 partidos ganados de manera consecutiva. Después de terminar la temporada 14-2, los Patriots derrotaron a los Indianapolis Colts y a los Pittsburgh Steelers de camino al Super Bowl XXXIX, donde vencieron a los Philadelphia Eagles con un marcador de 24-21, convirtiéndose en el primer equipo en seis años y el octavo en la historia en repetir como campeones de la NFL, y en el segundo equipo en ganar tres Super Bowls en cuatro años (los Dallas Cowboys lo hicieron en los años 1992-1995). Cabe añadir que los Patriots ganaron sus tres Super Bowls por tres puntos, dos de los cuales vinieron con un gol de campo al último segundo por Adam Vinatieri.
Después de la temporada de 2004, los dos coordinadores, Charlie Weis y Romeo Crennel, dejaron el equipo en busca de trabajo como entrenadores en jefe. Importantes jugadores también se fueron, incluyendo a Ty Law. El linebacker Tedy Bruschi se perdió la mitad de la temporada de 2005 recuperándose de un derrame que le mermó visión y movimiento del lado izquierdo de su cuerpo. También se perdieron otros jugadores titulares debido a lesiones, incluyendo al safety Rodney Harrison y al tackle ofensivo Matt Light. En el partido final, Doug Flutie realizó el primer dropkick exitoso en la liga desde 1941. Al final de la temporada, los Patriots ganaron la AFC Este con un resultado de 10-6, derrotando a los Jacksonville Jaguars 28-3 en la primera ronda de los playoffs antes de perder ante los Broncos 27-13. New England se convirtió en el séptimo equipo en la NFL en fallar en su intento de conseguir tres Super Bowls consecutivas. El último equipo en hacerlo habían sido los Buffalo Bills.
En 2006, el coordinador defensivo Eric Mangini fue contratado por los New York Jets como entrenador en jefe. Su lugar sería asignado a Dean Pees, quien había sido entrenador de linebackers para el club por dos años. El entrenador de quaterbacks Josh McDaniels fue promovido a coordinador ofensivo después de que los Pats pasaran una temporada entera sin reemplazar a Charlie Weis. Importantes jugadores como David Givens y Willie McGinests dejaron el equipo para irse a los Tennessee Titans y los Cleveland Browns, respectivamente. En marzo, el kicker (pateador) Adam Vinatieri dejó el equipo para unirse a los Indianapolis Colts. Los Patriots ficharon al receiver (receptor) Reche Caldwell, al cornerback (esquinero) Eric Warfield, al safety Tebucky Jones y al kicker (pateador) Martin Gramática. El equipo espera que Gramática pueda ponerse en forma a tiempo y llenar el vacío dejado por Vinatieri. Más tarde se produjo la llegada del kicker Gostkowski y el receptor Jabar Gaffney.
Los años de la presidencia de Kraft han traído un cambio de 180 grados para los aficionados de los Patriots. Antes de su llegada, los Patriots rara vez jugaban con el Foxborough Stadium a su máxima capacidad, con la única excepción de la muy exitosa temporada de 1986. La asistencia fue particularmente baja durante el principio de los años 1990, debido a una pobre actuación y los rumores de reubicación de la franquicia en Saint Louis; el promedio de asistencia a los juegos como locales estaba por debajo del 60% de la capacidad máxima. Sin embargo, la mejoría durante la época de Parcells resultó en un rejuvenecimiento de la afición. Desde la temporada 1996, se han vendido todas las entradas para cada uno de los partidos de los Patriots, tanto en el Foxborough Stadium como en el Gillette, incluyendo los de pretemporada.
Concluida la temporada, llegados a playoffs, New England consiguió la victoria frente a los San Diego Chargers pero fueron derrotados en final de conferencia por los Indianapolis Colts.
Después de la derrota en la final de conferencia contra Indianapolis, los Patriots iniciaron esa temporada con una de las mejores en la historia de la franquicia, contratando al agente libre defensivo más importante, Adalius Thomas, que fue cortado por los Ravens después de haber tenido su mejor temporada alcanzando por primera vez los 11 sacks, Junior Seau regresa para su decimoctava temporada, también contratan al rápido receptor Donte' Stallworth venido de los Eagles, también a Wes Welker un receptor de ranura y Sammy Morris, ambos venidos de los Miami Dolphins.
También contratan al esquinero Torry James de los Bengals pero antes de iniciar la temporada lo recortan y a traen a Kelley Washington también venido de los Cincinnati Bengals.
En el draft en la primera ronda eligen al safety Brandon Meriweather y también tenían otra primera ronda de draft por el intercambio de Deion Branch a Seattle, y utilizan esa ronda para cambiarla a San Francisco quien ofreció una 4.ª ronda y en 2008 la primera ronda de draft, en el segundo día de draft, New England canjea a los Oakland Raiders una 4.ª ronda de draft por el receptor estelar Randy Moss, siendo una de las adquisiciones más importantes del equipo.
En la temporada 2007 los Patriots ganaron todos los partidos del calendario regular terminando con un registro de 16-0. Se consagraron campeones de la AFC. Tom Brady finaliza la temporada como lo que podría ser la mejor temporada para un mariscal en la historia de la NFL, obteniendo un nuevo récord personal de 4806 yardas, alcanzando un 68,9% de pases completos, y arrebatando el récord de más touchdowns en una temporada, que ostentaba Peyton Manning con 49 touchdowns. Brady tuvo 50 touchdowns en la temporada y un índice de audiencia de pasador de 117,2. Y el receptor Randy Moss rompió el récord de más touchdowns de recepción en una temporada con 23, arrebatando el récord impuesto anteriormente por Jerry Rice. Sin embargo, fueron derrotados en el Super Bowl XLII por los New York Giants.
La temporada 2008 vino marcada por la lesión del QB estrella del equipo, Tom Brady, que sufrió una rotura en el ligamento de la rodilla en el primer partido de la temporada ante los Kansas City Chiefs. Aunque con un buen récord durante la temporada regular de 11-5, no se clasifican para los playoffs después de perder el campeonato de división por los criterios de desempate con los Miami Dolphins, que serían ganadores de la AFC East ese año.
Tanto en 2009, como en 2010 los Patriots tuvieron similares finales en la postemporada, al ser eliminados en su primer partido de playoff, en 2009 contra los Baltimore Ravens después de encajar un 24-0 en el primer cuarto, y tras una muy buena temporada regular en 2010, fueron sorprendentemente eliminados de los play-off ante un rival divisional, los New York Jets.
Los Patriots seleccionaron en el draft de 2011, a Nate Solder (Línea Ofensivo, 1.ª ronda), Ras-I Dowling (Esquinero, 2.ª ronda), dos corredores como Shane Vereen (2.ª ronda) y Stevan Ridley (3.ª ronda), un Tight End (Lee Smith, 5.ª ronda) una línea ofensivo (Marcus Cannon) y algunos jugadores para equipos especiales (Markell Carter, 6.ª ronda) y Malcom Williams (7.ª ronda).
Los Patriots dedicaron la temporada a la memoria de Myra Kraft que murió el 20 de julio de 2011 después de una larga lucha contra el cáncer. Terminaron la temporada regular con un registro de 13-3, y tras derrotar sucesivamente en los playoffs a los Denver Broncos de Tim Tebow y los Baltimore Ravens, que fallaron un field goal en el último segundo del partido que lo hubiera enviado a la prórroga, se clasifican por séptima vez a la Super Bowl, el quinto a manos de la pareja Bill Belichick - Tom Brady. Finalmente fueron derrotados nuevamente por los New York Giants en el Super Bowl XLVI.
La temporada 2012 comenzó en el draft con la obligación de mejorar una de las peores defensas de la liga. Así llegaron los jugadores defensivos Chandler Jones (Syracuse) y Dont'a Hightower (Alabama) en 1.ª ronda, Tavon Wilson (Illinois) en 2.ª ronda y Alfonzo Dennard (Nebraska) en 7.ª ronda.
La temporada no empezó demasiado bien, perdiendo varios partidos ajustados en las primeras semanas, llegando a tener un balance de 3-3 tras 6 jornadas. Sin embargo, a partir de entonces llegó la explosión ofensiva, incluido el partido del 18 de noviembre contra los Indianapolis Colts, donde igualaron el récord de la franquicia con 59 puntos anotados. Clasificando a playoffs los Patriots superaron a los Houston Texans 41-28 en la ronda divisional de los playoffs. En la final de conferencia se enfrentó por segunda vez consecutiva contra los Baltimore Ravens sin embargo perdieron el partido 28-13 tomando revancha los Ravens que después se convertirían en campeones del Super Bowl al derrotar a San Francisco 49ers
En esa nueva temporada los Patriots lograron apropiarse de su división y llegar de nuevo a postemporada, sin embargo en esta vez los Patriots encararon un juego contra los Denver Broncos comandados por el archirrival deportivo de Brady Peyton Manning, siendo superados por estos 26 a 16.
Los New England Patriots tuvieron un comienzo difícil para su temporada 2014, con un récord de 2-2 y con una humillante derrota 41-14 frente a los Kansas City Chiefs en la semana cuatro. En este punto, los Patriots enfrentaron fuertes críticas en los medios de comunicación, especialmente su quarterback Tom Brady. El excompañero de equipo de seguridad de los Patriots Rodney Harrison declaró Brady "parecía muerto de miedo" en la bolsa de protección y "no tiene ninguna confianza en su linea ofensiva ". Sin embargo, New England se recuperó con siete victorias consecutivas, comenzando con la victoria 43-17 sobre los Cincinnati Bengals en la semana cinco, y llegó a perder sólo dos juegos más para el resto de la temporada, terminando con un récord de 12-4 y el preclasificado #1 en la AFC. Los Patriots terminaron cuarto en la NFL en puntos (468 puntos) y octavo en puntos permitidos (313), y tenía la mayor diferencia de puntos en la NFL (con un margen promedio de victoria de 9,7 puntos). Los Patriots derrotaron a los Baltimore Ravens 35-31 en los playoffs de la AFC, y luego derrotaron a los Indianapolis Colts 45-7 en el Juego de Campeonato de la AFC.
Los Patriots enfrentaron a los Seattle Seahawks en el Super Bowl XLIX venciendo a estos 28-24 en un muy difícil juego que estuvieron a punto de perder, pero una milagrosa intercepción de Malcom Butler les dio a los Patriots y a Tom Brady su 4° superbowl.
Para la temporada 2015, los Patriots tuvieron un gran inicio con un récord de 10-0, que terminó con la derrota en Denver 24-30. Los Patriots avanzaron a los play-offs, venciendo en la ronda divisional a los Kansas City Chiefs 20-27, pero terminaron perdiendo la final de la AFC frente a los Denver Broncos 18-20.
La temporada 2016 empezó con la resolución del Defletegate, por la cual se les sancionó y Tom Brady se perdió los 4 primeros partidos de la temporada, de los cuales ganaron 3. Acabaron la temporada con un balance de 14-2 siendo el mejor equipo de la AFC y asegurándose la semana de descanso. En playoffs ganaron sus partidos claramente a Houston Texans y Pittsburgh Steelers por 34-16 y 36-17, respectivamente, para llegar a su noveno Superbowl y el séptimo de la era Belichick-Brady, donde enfrentaron a los Atlanta Falcons ganando el partido en tiempo extra, remontando un marcador adverso en el tercer cuarto de 28-3, empatando al final del partido a 28 con un resultado final de 34-28.
Perdió en el Super Bowl LII 33-41 contra los Philadelphia Eagles.
Ganó el super bowl LIII 13-3 contra Los Angeles Rams.

### 2020-presente: Etapa post-Brady
El 8 de julio de 2020 los New England Patriots anunciaron el fichaje de Cam Newton, quien se convirtió en el quarterback titular del equipo. Con varios jugadores importantes optando por no jugar la temporada de 2020 por miedo al COVID-19, el primer año tras la marcha de Brady terminó con los Patriots logrando un registro de 7-9, fuera de Playoffs por primera vez desde 2008 y con balance negativo por primera vez desde 2000, la primera campaña de Bill Belichick como entrenador jefe de los Pats.
En el draft de la NFL de 2021, los Patriots eligieron a un nuevo quarterback tras un año sin lograr llegar a los playoffs. Mac Jones de Alabama fue elegido con la selección número 15. Durante el periodo de fichajes, el equipo firmó a varios jugadores importantes para el futuro del equipo como Matt Judon de Baltimore y Kendrick Bourne de San Francisco. Al final de la temporada, los Patriots llegaron a los playoffs nuevamente, con Mac Jones siendo nombrado al Pro Bowl. Judon terminó la temporada empatado por la séptima posición en cuanto a capturas con 12.5. Bourne logró marcar 800 yardas y 5 touchdowns en su primera temporada. En los playoffs, los Patriots fueron eliminados ante los Buffalo Bills por un marcador de 47 a 17.
Antes de la temporada de 2022, el coordinador ofensivo Josh McDaniels fue contratado por los Las Vegas Raiders para ser su entrenador en jefe, dejando una posición importante por llenar. No se nombró un nuevo coordinador ofensivo durante la temporada, pero Matt Patricia y Joe Judge fueron los encargados de la ofensiva. Durante esta temporada, los Patriots solo lograron ganar 8 partidos. El equipo no llegó a los playoffs por segunda vez en tres años. La ofensiva de los Patriots quedó en el lugar 17 en cuanto a puntos anotados, lo cual fue una regresión en comparación a su ofensiva que quedó en sexto lugar el año anterior. 
En la temporada de 2023, los Patriots solo ganaron 4 partidos, sufriendo 13 derrotas. Tras no llegar a los Playoffs nuevamente, el historiado coach Belichick y Robert Kraft decidieron mutuamente buscar nuevas oportunidades, dejando al equipo con un vacío en el rol de director técnico. El 12 de enero del 2024, los Patriots promovieron a Jerod Mayo a la posición de director técnico, y su selección en el NFL Draft del 2024 sería la tercera..

## Uniforme
El uniforme original del equipo consistía en camisetas rojas y blancas, líneas azules en las mangas, y pantalones y cascos blancos. Los cascos presentaban el logo del sombrero revolucionario hasta que se creó el símbolo de los Patriots en 1961.
En 1979, los Patriots introdujeron pantalones rojos con camisetas blancas. Los pantalones fueron utilizados en 1979 y 1980, pero no se emplearon entre 1981 y 1983. En 1984, las camisetas de los Patriots sufrieron modificaciones, se les agregó unas líneas al estilo de UCLA, y los pantalones rojos reaparecieron con las camisetas blancas. Los Patriots utilizaron esta combinación en casa durante su temporada de Super Bowl en 1985; y, como dato interesante, el entrenador Raymond Berry eligió vestir a los Patriots con el camisetas rojas para la Super Bowl XX, a pesar de que el equipo había sido designado local frente a los Chicago Bears. Los New England Patriots habían vestido camisetas rojas en las victorias de los playoffs contra los New York Jets y los Miami Dolphins, así que Berry probablemente creyó que sería de buena suerte permanecer con las camisetas rojas en la Super Bowl.
En 1993 los uniformes del equipo cambiaron de rojo a azul marino, y tanto los cascos como los pantalones se cambiaron de blanco a plata.
Los uniformes experimentaron una serie de modificaciones para reflejar el nuevo esquema de colores. Se introdujeron pantalones azules con camisetas blancas y, por dos ocasiones, en la temporada 2002, los Patriots utilizaron una equipación totalmente azul. En 2003, los Patriots introdujeron una camiseta alternativa, de color gris, que han vestido ocasionalmente en casa con pantalones azules. Cuando los Patriots usan la camiseta gris, se obliga al equipo visitante a utilizar sus camisetas oscuras.

## Símbolos

### Logotipo
El logo original de los Patriots era una versión estilizada de la bandera de los Estados Unidos de América. Fue reemplazado por un diseño desarrollado por el artista Phil Bissell durante la primera temporada, que representaba un minuteman con un balón de fútbol americano y un atuendo propio de este deporte. El dueño inicial de los Patriots, William Sullivan, adoptó el nombre de "Pat Patriot" para el logo.
En 1993 aparecieron cambios en el logo de los Patriots gracias al dueño James B. Orthwein. El viejo logo de “Pat Patriot” fue retirado y remplazado por la silueta de la cabeza estilizada usando un sombrero rojo, blanco y azul, diseñado en colaboración con la NFL y que sería bautizado con el nombre de "Elvis Volador" por los aficionados y comentaristas deportivos.
En 2000, el equipo desarrolló cambios adicionales en el logo. Aunque el logotipo de "Elvis Volador" permaneció intacto, se agregó una tonalidad de azul más oscuro.

## Estadio

### Antiguos terrenos de juego
- Nickerson Field (1960-1962)
- Fenway Park (1963-1968)
- Alumni Stadium (1969)
- Harvard Stadium (1970)
- Foxboro Stadium (1971–2001)

### Gillette Stadium

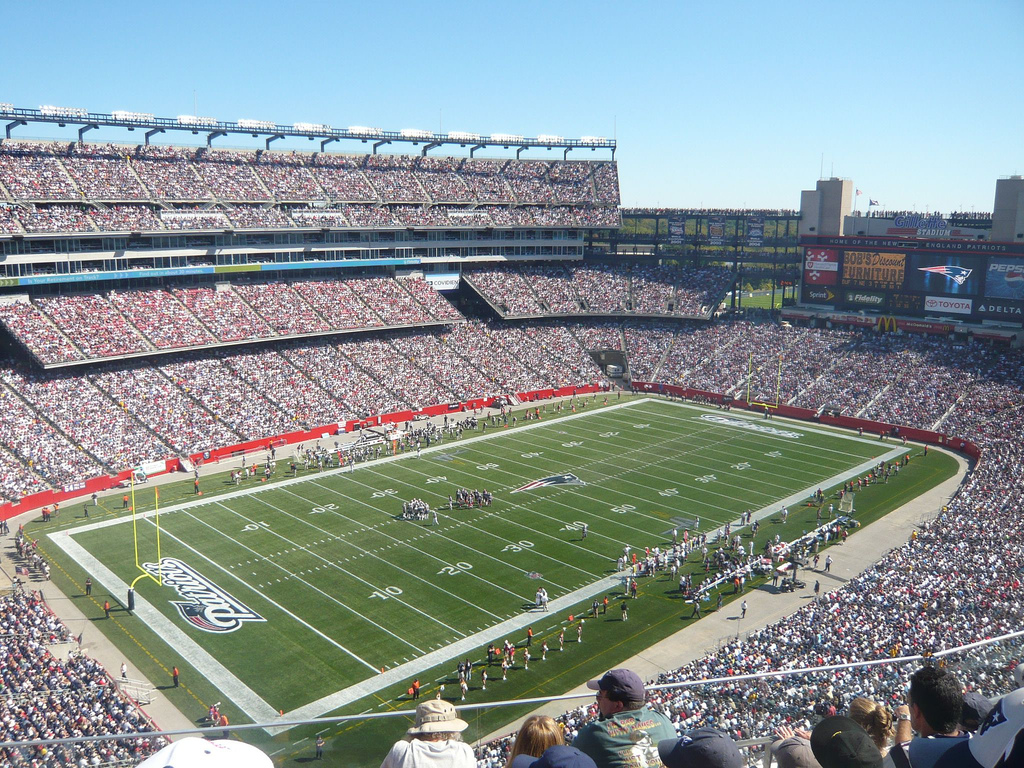
El Gillette Stadium es el estadio de los Patriots desde 2002.

El Gillette Stadium, con capacidad para 65.878 espectadores, es el estadio de los New England Patriots desde 2002. El Ayuntamiento de Foxborough aprobó la construcción del recinto en diciembre de 1999 y las obras comenzaron el 24 de marzo de 2000. Diseñado por el estudio HOK Sports, el estadio tuvo un coste de 350 millones de dólares, financiados en su totalidad por el Grupo Kraft. El terreno de juego era originalmente de césped natural, pero fue reemplazado por una superficie sintética durante la temporada 2006.
En el área anexa al estadio se construyó el Patriot Place, un centro de entretenimientos que incluye entre otras atracciones, un restaurante de varios pisos. Esta inversión tuvo un coste de 375 millones de dólares.
Los New England Revolution, equipo de la Major League Soccer, también disputa sus partidos como locales en el Gillette Stadium.
Para la temporada de 2023, el estadio tuvo renovaciones de 250 millones de dólares para mejorar la experiencia. Una nueva pantalla de 360x70 metros fue construida. Igualmente, un nuevo faro de luz de 218 pies fue construido.

## Jugadores

### Números retirados
| Números retirados de New England Patriots |                  |        |         |
| Núm.                                      | Jugador          | Posic. | Temp.   |
| 20                                        | Gino Cappelletti | WR, K  | 1960–70 |
| 40                                        | Mike Haynes      | CB     | 1976–82 |
| 57                                        | Steve Nelson     | LB     | 1974–87 |
| 73                                        | John Hannah      | G      | 1973–85 |
| 78                                        | Bruce Armstrong  | T      | 1987–00 |
| 79                                        | Jim Lee Hunt     | DL     | 1960–71 |
| 89                                        | Bob Dee          | DL     | 1960–67 |